# Guglielmo di Fürstenberg-Heiligenberg
Guglielmo di Fürstenberg-Heiligenberg, indicato anche col nome di Guglielmo II (1586 – 1618), fu conte di Fürstenberg-Heiligenberg dal 1617 al 1618.

## Biografia

### Infanzia
Federico era figlio del conte Federico di Fürstenberg-Heiligenberg e di sua moglie, Elisabetta di Sulz.

### Conte di Fürstenberg-Heiligenberg
Alla morte del padre, nel 1617, gli succedette come Conte di Fürstenberg-Heiligenberg, rimanendo però in carica per meno di un anno, quando una malattia lo uccise.

### Matrimonio
Federico, nel 1608, aveva sposato la Baronessa Anna Benigna Popel von Lobkowicz, dalla quale però non aveva avuto eredi.

### Morte
Morendo, lasciò il proprio trono al fratello Ernesto Egon, figlio terzogenito di Federico, dal momento che il secondogenito Gioacchino Alvise gli era premorto nel 1617.